# Список грошових одиниць, замінених на євро

Єврозона

В цій статті наведено список грошових одиниць замінених на євро. В 1999 році 11 країн-членів Європейського Союзу перейшли на євро, замінивши ним свої національні валюти, однак до 2002 року євро залишалося «віртуальною» валютою для безготівкових операцій, і лише в 2002 році було випущене його фізичне представлення: банкноти і монети. Пізніше це зробили ще вісім членів ЄС та чотири мікродержави, які не входять до ЄС. Крім того, Чорногорія та Косово, які раніше використовували як грошову одиницю німецьку марку (оскільки не мали можливості створити власні стабільні валюти), із її скасуванням теж перейшли на євро і наразі використовують його в односторонньому порядку, без погодження із Європейським центральним банком. Останньою на євро перейшла Литва в 2015 році.

## Екю
Грошову одиницю ЕКЮ (англ. European Currency Unit, тобто «Європейська грошова одиниця») можна деякою мірою вважати попередницею євро. Ця грошова одиниця була запроваджена в 1979 році Європейською економічною спільнотою і була скасована в 1999 році, коли з'явилося євро (при цьому з країн, які використовували Екю, Велика Британія і Данія не перейшли на євро, а Греція перейшла із запізненням). Всі Екю були переведені у євро у відношенні один до одного. Вона існувала в основному лише на банківських рахунках (лише у деяких рідкісних випадках мала якесь фізичне представлення) і використовувалась для міжнародних фінансових транзакцій.

## Єврозона
| Країна     | Замінена грошова одиниця | Курс обміну на євро | Дата вступу до єврозони | Кінцевий термін обміну банкнот | Кінцевий термін обміну монет | Сота частина | Оригінальна назва                                                             | Код ISO | Центральний банк             | Попередник                                 |
| ---------- | ------------------------ | ------------------- | ----------------------- | ------------------------------ | ---------------------------- | ------------ | ----------------------------------------------------------------------------- | ------- | ---------------------------- | ------------------------------------------ |
| Австрія    | Австрійський шилінг      | €1 = 13.7603 ATS    | 1 січня 1999            | не обмежений                   | не обмежений                 | Грош         | нім. Österreichischer Schilling                                               | ATS     | Національний банк Австрії    | Австро-угорська крона                      |
| Бельгія    | Бельгійський франк       | €1 = 40.34 BEF      | 1 січня 1999            | не обмежений                   | 31 грудня 2004               | Сантим       | фр. Franc belge нід. Belgische frank                                          | BEF     | Національний банк Бельгії    | Французький франк Бельгійський кроненталер |
| Греція     | Грецька драхма           | €1 = 340.75 GRD     | 1 січня 2001            | 1 березня 2012                 | 1 березня 2004               | Лепта        | грец. Δραχμή                                                                  | GRD     | Банк Греції                  | Грецький фенікс                            |
| Естонія    | Естонська крона          | €1 = 15.6466 EEK    | 1 січня 2011            | не обмежений                   | не обмежений                 | Сент         | ест. Eesti kroon                                                              | EEK     | Банк Естонії                 | Радянський карбованець Естонська марка     |
| Ірландія   | Ірландський фунт         | €1 = 0.787564 IEP   | 1 січня 1999            | не обмежений                   | не обмежений                 | Пенні        | ірл. Punt Éireannach англ. Irish pound                                        | IEP     | Центральний банк Ірландії    | Фунт стерлінгів                            |
| Іспанія    | Іспанська песета         | €1 = 166.386 ESP    | 1 січня 1999            | 31 грудня 2020                 | 31 грудня 2020               | Сентімо      | ісп. Peseta española                                                          | ESP     | Банк Іспанії                 | Іспанський долар                           |
| Італія     | Італійська ліра          | €1 = 1936.27 ITL    | 1 січня 1999            | 6 грудня 2011                  | 6 грудня 2011                | Чентезимо    | італ. Lira Italiana                                                           | ITL     | Банк Італії                  | грошові одиниці окремих держав             |
| Кіпр       | Кіпрський фунт           | €1 = 0.585274 CYP   | 1 січня 2008            | 31 грудня 2017                 | 31 грудня 2009               | Цент         | грец. Λίρα Κύπρου                                                             | CYP     | Центральний банк Кіпру       | Османська ліра                             |
| Литва      | Литовський лит           | €1 = 3.4528 LTL     | 1 січня 2015            | не обмежений                   | не обмежений                 | Цент         | лит. Litas                                                                    | LTL     | Банк Литви                   | Радянський карбованець Ост-рубль           |
| Латвія     | Латвійський лат          | €1 = 0.702804 LVL   | 1 січня 2014            | не обмежений                   | не обмежений                 | Сантим       | латис. Latvijas lats                                                          | LVL     | Банк Латвії                  | Латвійський рубль                          |
| Люксембург | Люксембурзький франк     | €1 = 40.34 LUF      | 1 січня 1999            | не обмежений                   | 31 грудня 2004               | Сантим       | люксемб. Lëtzebuerger Frang нім. Luxemburger Franken фр. Franc Luxembourgeois | LUF     | Центральний банк Люксембургу | Нідерландський гульден                     |
| Мальта     | Мальтійська ліра         | €1 = 0.4293 MTL     | 1 січня 2008            | 31 січня 2018                  | 1 лютого 2010                | Цент         | мальт. Lira Maltija англ. Malta Lire                                          | MTL     | Центральний банк Мальти      | Фунт стерлінгів                            |
| Нідерланди | Нідерландський гульден   | €1 = 2.20371 NLG    | 1 січня 1999            | 1 січня 2032                   | 1 січня 2007                 | Цент         | нід. Nederlandse gulden                                                       | NLG     | Нідерландський банк          | грошові одиниці окремих провінцій          |
| Німеччина  | Німецька марка           | €1 = 1.95583 DEM    | 1 січня 1999            | не обмежений                   | не обмежений                 | Пфенінг      | нім. Deutsche Mark                                                            | DEM     | Німецький Бундесбанк         | Райхсмарка                                 |
| Португалія | Португальське ескудо     | €1 = 200.482 PTE    | 1 січня 1999            | 28 лютого 2022                 | 31 грудня 2002               | Сентаво      | порт. Escudo português                                                        | PTE     | Банк Португалії              | Португальський реал                        |
| Словаччина | Словацька крона          | €1 = 30.126 SKK     | 1 січня 2009            | не обмежений                   | 2 січня 2014                 | Гелер        | словац. Slovenská koruna                                                      | SKK     | Національний банк Словаччини | Чехословацька крона                        |
| Словенія   | Словенський толар        | €1 = 239.64 SIT     | 1 січня 2007            | не обмежений                   | 31 грудня 2016               | Стотин       | словен. Slovenski tolar                                                       | SIT     | Банк Словенії                | Югославський динар                         |
| Фінляндія  | Фінляндська марка        | €1 = 5.94573 FIM    | 1 січня 1999            | 29 лютого 2012                 | 29 лютого 2012               | Пенні        | фін. Suomen markka                                                            | FIM     | Банк Фінляндії               | Рубль Російської імперії                   |
| Франція    | Французький франк        | €1 = 6.55957 FRF    | 1 січня 1999            | 17 лютого 2015                 | 17 лютого 2005               | Сантим       | фр. Franc français                                                            | FRF     | Банк Франції                 | Французький лівр                           |

## Мікродержави
| Країна     | Замінена грошова одиниця | Курс обміну на євро | Дата переходу на євро | Сота частина | Оригінальна назва      | Код ISO | Прив'язана до     |
| ---------- | ------------------------ | ------------------- | --------------------- | ------------ | ---------------------- | ------- | ----------------- |
| Ватикан    | Ватиканська ліра         | €1 = 1936.27 VAL    | 1 січня 2002          | Чентезимо    | італ. Lira vaticana    | VAL     | Італійська ліра   |
| Монако     | Монакський франк         | €1 = 6.55957 MCF    | 1 січня 2002          | Сантим       | фр. Franc monégasque   | MCF     | Французький франк |
| Сан-Марино | Санмаринська ліра        | €1 = 1936.27 SML    | 1 січня 2002          | Чентезимо    | італ. Lira sammarinese | SML     | Італійська ліра   |

Раніше Андорра використовувала як грошові одиниці Французький франк та Іспанську песету, при чому песета була більш поширеною. Коли ці дві грошові одиниці були скасовані на користь євро, Андорра теж перейшла на Євро, а з 2013 року має право самостійно виготовляти монети євро.

## Країни ЄС, які не перейшли на євро
Серед 27 країн-членів Європейського Союзу наразі лише 19 приєднались до Єврозони. Інші країни зобов'язані перейти на євро в майбутньому, як тільки вони задовольнятимуть Маастрихтським критеріям. Великій Британії (яка вже не є членом ЄС) та Данії було дозволено не переходити на євро. У деяких з тих семи країн-членів ЄС, які ще не перейшли на євро, але зобов'язані зробити це в майбутньому, національні грошові одиниці є прив'язаними до євро. Данія бере участь в механізмі ERM II, який є останнім кроком перед приєднанням до Єврозони, Болгарія та Хорватія планують приєднатися до нього в 2023 році, а Румунія в 2027 році.
| Країна   | Грошова одиниця  | Сота частина | Оригінальна назва   | Код ISO | Центральний банк            | Курс до євро   |
| -------- | ---------------- | ------------ | ------------------- | ------- | --------------------------- | -------------- |
| Болгарія | Болгарський лев  | Стотинка     | болг. Български лев | BGN     | Болгарський народний банк   | €1 = 1,956 BGN |
| Данія    | Данська крона    | Ере          | дан. Dansk krone    | DKK     | Національний банк Данії     | €1 = 7,46 DKK  |
| Польща   | Польський злотий | Грош         | пол. Złoty polski   | PLN     | Національний банк Польщі    | €1 = 4,25 PLN  |
| Румунія  | Румунський лей   | Бан          | рум. Leu românesc   | RON     | Національний банк Румунії   | €1 = 5,079 RON |
| Угорщина | Угорський форинт | Філлер       | угор. Magyar forint | HUF     | Угорський національний банк | €1 = 400,5 HUF |
| Хорватія | Хорватська куна  | Ліпа         | хорв. Hrvatska kuna | HRK     | Хорватський народний банк   | €1 = HRK       |
| Чехія    | Чеська крона     | Геллер       | чеськ. Koruna česká | CZK     | Національний банк Чехії     | €1 = 24,65 CZK |
| Швеція   | Шведська крона   | Ере          | швед. Svensk krona  | SEK     | Банк Швеції                 | €1 = 11,32 SEK |

Крім того, у трьох країн-членів Європейського Союзу є автономні території, які мають свої власні грошові одиниці. Ці автономні території є частинами країн-членів ЄС, але при цьому не належать до Європейського Союзу.
| Територія            | Країна     | Грошова одиниця                    | Сота частина | Оригінальна назва                                            | Код ISO | Центральний банк                                | Курс до євро   |
| -------------------- | ---------- | ---------------------------------- | ------------ | ------------------------------------------------------------ | ------- | ----------------------------------------------- | -------------- |
| Волліс і Футуна      | Франція    | Французький тихоокеанський франк   | —            | фр. Franc Pacifique                                          | XPF     | Емісійний інститут заморських територій Франції | €1 = 119,3 XPF |
| Нова Каледонія       | Франція    | Французький тихоокеанський франк   | —            | фр. Franc Pacifique                                          | XPF     | Емісійний інститут заморських територій Франції | €1 = 119,3 XPF |
| Французька Полінезія | Франція    | Французький тихоокеанський франк   | —            | фр. Franc Pacifique                                          | XPF     | Емісійний інститут заморських територій Франції | €1 = 119,3 XPF |
| Кюрасао              | Нідерланди | Нідерландський антильський гульден | Цент         | нід. Antilliaanse gulden англ. Netherlands Antillean guilder | ANG     | Центральний банк Кюрасао і Сінт-Мартена         | €1 = 2,077 ANG |
| Сінт-Мартен          | Нідерланди | Нідерландський антильський гульден | Цент         | нід. Antilliaanse gulden англ. Netherlands Antillean guilder | ANG     | Центральний банк Кюрасао і Сінт-Мартена         | €1 = 2,077 ANG |
| Аруба                | Нідерланди | Арубський флорин                   | Цент         | нід. Arubaanse florin пап'ям. Florin di Aruba                | AWG     | Центральний банк Аруби                          | €1 = 2,077 AWG |
| Фарерські острови    | Данія      | Фарерська крона                    | Ере          | дан. Færøsk krone фар. Føroysk króna                         | FOK     | Національний банк Данії                         | 1 DKK = 1 FOK  |

До виходу Великої Британії з Європейського союзу до вищенаведеного списку відносились також її численні заморські території та коронні володіння, які мали власні версії фунта.